# Natalie Grant
Natalie Grant (Seattle, Washington, 21 de dezembro de 1971) é uma cantora e compositora de música cristã contemporânea. Seu trabalho ganhou destaque, incluindo quatro prêmios consecutivas do Dove Awards de melhor artista feminina e, com sua canção de assinatura, Held. Nascida em Seattle, atualmente vive em Nashville com o marido, Bernie Herms, e suas filhas gêmeas. Ela foi premiada em 2006, 2007, 2008 e 2009 pela Gospel Music Association por Vocalista Feminina do Ano.

## Início da vida
Natalie é casada com o produtor Bernie Herms e deu à luz gêmeas, Grace Ana e Isabella Noelle, em 16 de fevereiro de 2007. Ela foi uma das palestrantes e fez uma performance na Revolve Tour, uma conferência para meninas adolescentes e mulheres de fé.

## Carreira
Recentemente ela viajou no Speaking Louder Than Before, turnê com Bebo Norman e Jeremy Camp.
Seu oitavo álbum, Love Revolution, foi lançado em 24 de agosto de 2010.

## Vida pessoal
Em entrevista ao The 700 Club, Natalie revelou que sofria de bulimia. Ela diz que Deus ajudou-a a superar seu distúrbio alimentar.
Natalie e seu marido estão esperando seu terceiro filho, uma menina, que será chamada Sadie Rose, com nascimento previsto para em 25 de dezembro de 2010.

## Discografia
- Natalie Grant (1999)
- Stronger (2001)
- Deeper Life (2003)
- Believe (2005)
- Awaken (2005)
- Relentless (2008)
- Love Revolution (2010)
- Hurricane (2013)

### Outros álbuns
- Worship with Natalie Grant and Friends (2004)

## Prêmios

### GMA Dove Awards
- 2006: Cantora do Ano
- 2007: Cantora do Ano
- 2008: Cantora do Ano
- 2009: Cantora do Ano